# Gerhard Oestreich
Gotthold Herbert Gerhard Oestreich (* 2. Mai 1910 in Zehden an der Oder; † 5. Februar 1978 in Kochel am See) war ein deutscher Historiker mit dem Schwerpunkt Frühe Neuzeit. Oestreich bekleidete Lehrstühle für Geschichte der politischen Theorien am Otto-Suhr-Institut in Berlin (1960–1962), für Mittlere und Neuere Geschichte an der Universität Hamburg (1962–1966) und für Neuere Geschichte an der Universität Marburg (1966–1975). Er gehörte in den sechziger und siebziger Jahren zu den einflussreichsten Vertretern der sich formierenden deutschen Frühneuzeitforschung.

## Leben und Wirken
Gerhard Oestreich war der Sohn eines Pfarrers. Seine Mutter war als Lehrerin tätig. Nachdem sein Vater bereits 1912 verstorben war, zog die Familie nach Berlin. 1929 legte er das Abitur am Helmholtz-Realgymnasium ab. Oestreich studierte anschließend Geschichte, Deutsch, Religionswissenschaften und Philosophie in Berlin und im Sommersemester 1935 in Heidelberg. Besonders prägten ihn die akademischen Lehrer Robert Holtzmann, Hermann Oncken und Fritz Hartung. Bei Hartung in Berlin wurde er 1935 mit einer verwaltungsgeschichtlichen Arbeit über den brandenburgisch-preußischen Geheimen Rat vom Regierungsantritt des Großen Kurfürsten bis zur Neuordnung von 1651 promoviert. Als Stipendiat der DFG arbeitete er von 1935 bis 1939 an der Herausgabe der Briefe des preußischen Heeresreformers Gerhard von Scharnhorst. Die Ergebnisse der Edition gingen 1945 verloren. Oestreich war zudem von 1935 bis 1939 als Assistent am Wehrpolitischen Institut der Universität Berlin beschäftigt. Er versuchte dort die neue Disziplin der „Wehrgeschichte“ zu etablieren. Seine Habilitation scheiterte am Kriegszustand in Berlin. Im Jahr 1939 wurde Oestreich zum Kriegsdienst eingezogen. Im Zweiten Weltkrieg geriet er in amerikanische Kriegsgefangenschaft.
Von 1947 bis 1949 war Oestreich wissenschaftlicher Mitarbeiter der „Deutschen Literaturzeitung“ bei der Deutschen Akademie der Wissenschaften. Beim Verlag Walter de Gruyter übernahm er 1949 die Leitung der wissenschaftlichen Redaktion und gab von 1950 bis 1954 „Kürschners Gelehrtenkalender“ und 1952 „Minerva. Jahrbuch der Gelehrten Welt“ heraus. Er habilitierte sich 1954 an der Freien Universität Berlin mit der Arbeit Antiker Geist und moderner Staat bei Justus Lipsius (1547 bis 1606), die erst posthum erschien (1989). An der Deutschen Hochschule für Politik lehrte er zunächst als Privat- dann als Diätendozent. Im Jahr 1958 wurde er zum außerplanmäßigen Professor ernannt. Oestreich wurde 1960 als außerordentlicher Professor auf den neu eingerichteten Lehrstuhl für Geschichte der politischen Theorien am Otto-Suhr-Institut berufen; ein Jahr später wurde zum ordentlichen Professor ernannt. Von April 1962 bis Dezember 1966 hatte er einen Lehrstuhl für Mittlere und Neuere Geschichte am Historischen Seminar der Universität Hamburg inne. Anschließend lehrte er bis zu seiner Emeritierung 1975 als Professor für Neuere Geschichte an der Universität Marburg. Eine Berufung an die Justus-Liebig-Universität Gießen hatte er im Wintersemester 1966/67 abgelehnt. Oestreich war in den 1960er Jahren einer der Gründungsherausgeber der juristisch-historischen Fachzeitschrift „Der Staat“. Zu seinen akademischen Schülern in der Hamburger und Marburger Zeit gehörten der Verfassungshistoriker Hartwig Brandt sowie die Frühneuzeitforscher Thomas Klein und Kersten Krüger.
Oestreich gilt als einer der Mitschöpfer der „Frühen Neuzeit“ als eigener Fachdisziplin innerhalb der Geschichtswissenschaft. Mit dem von ihm geprägten Begriff der „Sozialdisziplinierung“ lieferte er ein Deutungskonzept des frühneuzeitlichen Verstaatlichungsprozesses. Wegweisend waren seine Arbeiten zum Frühparlamentarismus, zur Geschichte der Menschenrechte und zur Ständeforschung. Grundlegend wurde auch seine verfassungsgeschichtliche Überblicksdarstellung „Verfassungsgeschichte vom Ende des Mittelalters bis zum Ende des alten Reiches“ im „Gebhardt“, dem Handbuch zur deutschen Geschichte (1955). Oestreich gab die Gesammelten Abhandlungen des Verfassungs- und Sozialhistorikers Otto Hintze von 1962 bis 1967 in drei Bänden neu heraus. Er ist der Verfasser der ersten deutschsprachigen Monographie, die eine allgemeine und vergleichende „Geschichte der Menschenrechte und Grundfreiheiten“ bietet. Er war Mitglied in der Commission Internationale pour l'Histoire des Assemblées d'État, der Johannes-Althusius-Gesellschaft und der Nederlands Historisch Genootschap.
Oestreich war mit Brigitta Oestreich (1925–2011) verheiratet, die verschiedene Studien und eine Edition über die Historikerin Hedwig Hintze veröffentlichte. Er wurde auf dem alten Dorffriedhof in Kochel am See beigesetzt. An der Universität Rostock wurde 1994 zu seinen Ehren von seiner Witwe eine Oestreich-Stiftung ins Leben gerufen. Die Stiftung fördert historische Forschungen auf dem Gebiet der Frühen Neuzeit.

## Schriften (Auswahl)
Ein Schriftenverzeichnis erschien in: Brigitta Oestreich (Hrsg.): Strukturprobleme der frühen Neuzeit. Ausgewählte Aufsätze. Duncker & Humblot, Berlin 1980, ISBN 3-428-04635-8, S. 403–429.
Monographien
- Der brandenburgisch-preußische Geheime Rat vom Regierungsantritt des Großen Kurfürsten bis zu der Neuordnung im Jahre 1651. Eine behördengeschichtliche Studie (= Berliner Studien zur neueren Geschichte. H. 1, ZDB-ID 1449128-x). Triltsch, Würzburg-Aumühle 1937 (Zugleich: Berlin, Universität, Dissertation).
- Die Idee der Menschenrechte in ihrer geschichtlichen Entwicklung (= Geist und Wissen. Bd. 6, ZDB-ID 254464-7). Völker, Düsseldorf 1951.
- Geschichte der Menschenrechte und Grundfreiheiten im Umriß (= Historische Forschungen. Bd. 1, ISSN 0344-2012). Duncker & Humblot, Berlin 1968.
- Das Reich – Habsburgische Monarchie – Brandenburg-Preußen von 1648 bis 1803. In: Theodor Schieder (Hrsg.): Handbuch der europäischen Geschichte. Bd. 4: Fritz Wagner (Hrsg.): Europa im Zeitalter des Absolutismus und der Aufklärung. Union-Verlag u. a., Stuttgart 1968, S. 378–475 (Auch Sonderdruck).
- Geist und Gestalt des frühmodernen Staates. Ausgewählte Aufsätze. Duncker & Humblot, Berlin 1969.
- Friedrich Wilhelm, der Große Kurfürst (= Persönlichkeit und Geschichte. Bd. 65). Musterschmidt, Göttingen u. a. 1971, ISBN 3-7881-0065-6.
- Verfassungsgeschichte vom Ende des Mittelalters bis zum Ende des alten Reiches (= Handbuch der deutschen Geschichte. Bd. 11 = dtv 4211 Wissenschaftliche Reihe). Deutscher Taschenbuch-Verlag, München 1974, ISBN 3-423-04211-7 (Mehrere Auflagen).
- Friedrich Wilhelm I. Preußischer Absolutismus, Merkantilismus, Militarismus (= Persönlichkeit und Geschichte. Bd. 96/97). Musterschmidt, Göttingen u. a. 1977, ISBN 3-7881-0096-6.
- Strukturprobleme der frühen Neuzeit. Ausgewählte Aufsätze. Hrsg. von Brigitta Oestreich. Duncker & Humblot, Berlin 1980, ISBN 3-428-04635-8.
- Antiker Geist und moderner Staat bei Justus Lipsius (1547–1606). Der Neustoizismus als politische Bewegung (= Schriftenreihe der Historischen Kommission bei der Bayerischen Akademie der Wissenschaften. Bd. 38). Hrsg. und eingeleitet von Nicolette Mout. Vandenhoeck & Ruprecht, Göttingen 1989 (zugleich: Habilitationsschrift, Freie Universität Berlin, 1954), ISBN 3-525-35938-1.

Herausgeberschaften
- Otto Hintze: Gesammelte Abhandlungen. 2., erweiterte Auflage. 3 Bände. Vandenhoeck & Ruprecht, Göttingen 1962–1967;
  - Band 1: Staat und Verfassung. Gesammelte Abhandlungen zur allgemeinen Verfassungsgeschichte. 1962;
  - Band 2: Soziologie und Geschichte. Gesammelte Abhandlungen zur Soziologie, Politik und Theorie der Geschichte. 1964;
  - Band 3: Regierung und Verwaltung. Gesammelte Abhandlungen zur Staats-, Rechts- und Sozialgeschichte Preussens. Mit Personen- und Sachregister zu den Gesammelten Abhandlungen Bd. 1–3. 1967.